# Tetramicra urbaniana
Tetramicra urbaniana är en orkidéart som beskrevs av Célestin Alfred Cogniaux. Tetramicra urbaniana ingår i släktet Tetramicra och familjen orkidéer. Inga underarter finns listade i Catalogue of Life.